# Mechtilda Braniborská
Mechtilda Braniborská (německy Matilda von Brandenburg, polsky Matylda Brandenburska, zemřela po 1. červnu 1298) byla vratislavskou kněžnou z askánské dynastie.

## Život
Mechtilda se narodila z manželství braniborského markraběte Oty V. a Judity z Henneberku. Zřejmě roku 1288 se stala druhou manželkou vratislavského a krakovského knížete Jindřicha Probuse, který nechal roku 1287 pro bezdětnost anulovat své manželství s Konstancií Opolskou a doufal, že se od Mechtildy dočká dědice. V červnu roku 1290 Jindřich náhle zemřel. 
| „                     | ...podivným rozhodnutím Boží pomsty v době jednoho měsíce padl král uherský zabit mečem, vévoda vratislavský zahynul byv otráven... | “ |
| — Zbraslavská kronika | |   |

Vdova Mechtilda se vrátila zpět do Braniborska a znovu se neprovdala. Zemřela po polovině roku 1298 a byla pohřbena v cisterciáckém klášteře Lehnin.